# Johannesberg och Myrängen
Johannesberg och Myrängen är en av SCB avgränsad och namnsatt småort i  Uppsala kommun. Småorten omfattar bebyggelse kring Myrängen, belägen en kilometer norr om kyrkbyn Hagby by och cirka 10 km nordost om Örsundsbro.